# Aedes montchadskyi
Aedes montchadskyi är en tvåvingeart som beskrevs av Dubitsky 1968. Aedes montchadskyi ingår i släktet Aedes och familjen stickmyggor.
Artens utbredningsområde är Kazakstan. Inga underarter finns listade i Catalogue of Life.